# 장정렬
장정렬(張正烈, 1933년 ~ 2020년)은 대한민국 육군 중장으로 예편한 군인이며, 제5대 병무청장을 역임하였다. 본관은 인동이며, 평안북도 룡천군 출신이다.

## 학력
- 단국대학교 법학과 졸업

## 경력
- 교육사령관
- 1985년 2월 26일 ~ 1987년 12월 30일: 제5대 병무청장

| 전임 천주원 | 제5대 병무청장 1985년 2월 26일 ~ 1987년 12월 30일 | 후임 박명철 |